# Ayrılık Zor
Az Ayrılık Zor (Nehéz az elválás) Tarkan 2005-ben kiadott promóciós kislemeze, melyből 460 000 darabot adtak el. A dalt Tarkan az Avea telefontársaság reklámkampányához írta. A kislemezt nem lehetett lemezboltokban kapni, kizárólag az Avea üzleteiben, előfizetők vásárolhatták meg.

## Dalok
- 1. Ayrılık Zor (Orijinal Verziyon) (4:05)
- 2. Ayrılık Zor (Hakan Özgen Mix) (3:49)
- 3. Ayrılık Zor (Murat Mathew Erdem Mix) (3:50)
- 4. Ayrılık Zor (Ozinga Melankoli mix) (3:36)
- 5. Ayrılık Zor (Ozinga Pop Alaturka Mix) (3:33)
- 6. Ayrılık Zor (Serkan Dincer Mix) (3:52)